# Champions Cup 2023-2024
Navigation
Édition précédente Édition suivante
La Champions Cup 2023-2024, oppose pour sa 29e édition vingt-quatre équipes anglaises, écossaises, françaises, galloises, irlandaises et sud-africaines.
Le format de la compétition change par rapport aux années précédentes. Les vingt quatre équipes sont désormais réparties en quatre poules de six au lieu de deux poules de douze auparavant. Après quatre matchs de classement, les meilleures sont qualifiées pour une phase à élimination directe à partir des huitièmes de finale tandis que quatre autres sont reversées en Challenge Cup.
Le Stade rochelais est double tenant du titre.
La compétition se déroule du 8 décembre 2023 au 25 mai 2024. La finale se joue au Tottenham Hotspur Stadium de Londres et voit le Stade toulousain remporter la compétition pour la sixième fois en battant le Leinster 31 à 22.

## Présentation

### Équipes en compétition
Vingt quatre équipes sont qualifiées selon leurs performances durant la saison précédente.
- Les équipes classées de la 1re à la 8e position du Premiership
- Les équipes classées de la 1re à la 8e place de Top 14
- Les quatre équipes premières de poule ainsi que les quatre équipes les mieux classées au classement général du United Rugby Championship.

À noter que les vainqueurs des éditions 2022-2023 de la Champions Cup et de la Challenge Cup sont prioritairement qualifiés pour cette édition s'ils ne le sont pas déjà grâce à leur ligue. Le Stade rochelais et le RC Toulon - vainqueurs respectivement des dernières Champions Cup et Challenge Cup - étant déjà qualifiés grâce à leur classement en Top 14, cette règle ne vient pas cette année affecter la qualification des équipes.
Les équipes qualifiées pour l'édition 2023-2024, dans leur classement d'entrée, sont les suivantes :
| 1. Saracens Ch 2. Sale Sharks 3. Leicester Tigers 4. Northampton Saints 5. London Irish (disqualifié) 6. Harlequins 7. Exeter Chiefs 8. Bath Rugby 9. Bristol Bears (repêché) | 1. Stade toulousain Ch 2. Stade rochelais T 3. Lyon OU 4. Stade français Paris 5. Racing 92 6. Union Bordeaux Bègles 7. RC Toulon C2 8. Aviron bayonnais | 1. Munster Rugby Ch 2. Stormers 3. Leinster Rugby 4. Ulster Rugby 5. Glasgow Warriors 6. Bulls 7. Connacht Rugby 8. Cardiff Rugby |

T : Tenant du titre
Ch : Champion national
C2 : Vainqueur de la Challenge Cup 2022-2023

#### Disqualification des London Irish et repêchage des Bristol Bears
Bien que terminant à la cinquième place de la Premiership, les London Irish sont disqualifiés de la Champions Cup 2023-2024 en raison de la décision de la Fédération anglaise de rugby à XV de suspendre les London Irish de toutes les compétitions à cause de l'insolvabilité financière du club. L'European Professional Club Rugby (EPCR) impose la même sanction et les exclut également.
De ce fait, les Bristol Bears, neuvièmes de Premiership et initialement qualifiés en Challenge Cup, sont finalement repêchés pour remplacer les London Irish dans la compétition.

### Calendrier
Le 30 mars 2023, l'EPCR annonce les dates prévisionnelles pour la saison 2023-2024.
| Nom                                           | Date                                                                                    | Équipes participantes |
| --------------------------------------------- | --------------------------------------------------------------------------------------- | --------------------- |
| Phase de poules Tirage au sort : 21 juin 2023 |                                                                                         |                       |
| Journée 1 Journée 2 Journée 3 Journée 4       | 8/9/10 décembre 2023 15/16/17 décembre 2023 12/13/14 janvier 2024 19/20/21 janvier 2024 | 24                    |
| Phase éliminatoire                            |                                                                                         |                       |
| Huitièmes de finale                           | 5/6/7 avril 2024                                                                        | 16                    |
| Quarts de finale                              | 12/13/14 avril 2024                                                                     | 8                     |
| Demi-finale                                   | 3/4/5 mai 2024                                                                          | 4                     |
| Finale                                        | 25 mai 2024                                                                             | 2                     |

## Phases de poules

### Tirage au sort
Le tirage au sort a lieu le mercredi 21 juin vers 13h30, au Tottenham Hotspur Stadium de Londres.
Les équipes participantes sont réparties en deux chapeaux. Le chapeau 1 est constitué des trois équipes championnes de leur ligue ainsi que du vainqueur de la Champions Cup précédente, à savoir le Munster, les Saracens, le Stade toulousain et le Stade rochelais. Toutes les autres équipes sont placées dans le chapeau 2.
Lors du tirage au sort, les quatre équipes du premier chapeau sont réparties dans les quatre différentes poules.
Ensuite, les équipes du chapeau 2 sont tirées au sort et placées progressivement dans les poules en commençant par la poule A jusqu'à la poule D. Elles doivent malgré tout respecter certains principes clés. Si, lors du tirage d'une équipe, un principe n'est pas respecté, alors elle est placée dans la poule suivante, et ainsi de suite.
Les principes clés sont les suivants:
- Chaque poule doit contenir deux équipes de chaque ligue (Premiership, Top 14 et URC)
- Les clubs d'URC appartenant à la même conférence (ou shield en anglais) ne peuvent pas se retrouver dans la même poule. Ainsi, les équipes irlandaises du Munster, du Leinster, de l'Ulster et du Connacht seront dans des poules différentes. Il en va de même pour les équipes sud-africaines des Stormers et des Bulls[5].

| Chapeau   | Premiership                                                                                       | Top 14                                                                                     | United Rugby Championship                                              |
| --------- | ------------------------------------------------------------------------------------------------- | ------------------------------------------------------------------------------------------ | ---------------------------------------------------------------------- |
| Chapeau 1 | Saracens Ch                                                                                       | Stade rochelais T Stade toulousain Ch                                                      | Munster Ch                                                             |
| Chapeau 2 | Bath Rugby Bristol Bears Exeter Chiefs Harlequins Leicester Tigers Northampton Saints Sale Sharks | Aviron bayonnais Lyon OU Racing 92 RC Toulon C2 Stade français Paris Union Bordeaux Bègles | Bulls Cardiff Rugby Connacht Glasgow Warriors Leinster Stormers Ulster |

T : Tenant du titre
Ch : Champion national
C2 : Vainqueur de la Challenge Cup 2022-2023

### Format et règlement
La première phase de la compétition voit les équipes disputer quatre matchs de classement. Chaque poule contient deux équipes de chaque ligue. De plus, il n'y a pas de matchs entre clubs d'une même ligue. Chaque équipe rencontre ainsi quatre autres équipes issues de ligues différentes, une seule fois, à domicile ou à l'extérieur.
À l'issue de la première phase, les quatre premières formations de chacune des poules se qualifient pour les huitième de finale, tandis que les équipes classées cinquièmes sont reversées en huitièmes de finale de Challenge Cup.
Les classements sont établis en suivant les règles suivantes :
- 4 points de classement pour une victoire ;
- 2 points de classement pour un match nul ;
- 1 point de classement de bonus si l'équipe inscrit 4 essais ou plus ;
- 1 point de classement de bonus si l'équipe perd de 7 points ou moins.

En cas d'égalité au classement entre une ou plusieurs équipes, comptent, dans l'ordre :
1. la meilleure différence de points ;
2. le nombre d'essais inscrits ;
3. le nombre de joueurs suspendus pour des incidents disciplinaires, par ordre croissant.

Si l'égalité est toujours constatée, un tirage au sort est réalisé entre les équipes concernées.

### Matchs et classements
Les matchs de la phase de poule se déroulent durant quatre week-ends du 8 décembre 2023 au 21 janvier 2024.
Légende des classements
T : Tenant du titre
- Qualification en huitième de finale
- Équipe reversée en huitième de finale de Challenge Cup

Légende des résultats
- Victoire de l'équipe à domicile
- Match nul
- Victoire de l'équipe en déplacement

#### Poule A
La poule A est composée des Bulls, du Connacht, de deux clubs anglais : les Saracens, champion d'Angleterre en titre, et les Bristol Bears ainsi que de deux clubs français : l'Union Bordeaux Bègles et le Lyon OU,.
Lors de la première journée, l'UBB l'emporte facilement face au Connacht avec le bonus offensif, sur le score de 41 à 5, avec six essais marqués contre seulement un encaissé. De leur côté, les Lyonnais sont battus de justesse par Bristol dans un match très serré (défaite 36-34) mais repartent avec les bonus offensif et défensif. Les Bears obtiennent également le bonus offensif. Enfin, les Bulls battent les Saracens sur le score de 27 à 16,. Le club girondin prend alors la première place de la poule.
Durant la deuxième journée, le Connacht est de nouveau battu, cette fois par les Saracens, dans un match où treize essais sont marqués. Les Irlandais sont battus 55-36 et les deux équipes remportent le bonus offensif. Puis, Le Lyon OU bat avec le bonus offensif les Sud-Africains des Bulls 29-28, qui repartent avec le bonus défensif. L'Union Bordeaux Bègles gagne quant à elle pour la deuxième fois consécutive avec le bonus offensif en battant les Bristol Bears 36 à 17 et conserve la tête de sa poule.
Pour la troisième journée, Lyon bat le Connacht avec le bonus offensif sur le score de 34 à 20 et se qualifie pour les huitièmes de finale. Puis, les Bulls battent Bristol 31-17. Enfin, pour clôturer la journée, l'Union Bordeaux Bègles s'impose très largement à domicile contre les Saracens, une victoire bonifiée 55 à 15 avec neuf essais marqués pour l'équipe française, et se qualifie pour le tour suivant. Il s'agit de la plus large défaite de l'histoire des Saracens dans cette compétition.
La quatrième et dernière journée commence par une victoire bonifiée du Connacht 27-10 face aux Bristol Bears qui concèdent une troisième défaite consécutive. Les Anglais sont alors éliminés de la compétition. Il s'ensuit une victoire des Bulls 46 à 40 avec bonus offensif contre l'Union Bordeaux Bègles qui empoche les bonus offensif et défensif leur permettant de terminer la phase de poule à la première place de la poule A. Pour la dernière rencontre, malgré le fait que le Lyon OU a mené 17-5 sur la pelouse des Saracens à la mi-temps, ils s'inclinent finalement 39 à 24.
Outre la première place de l'Union Bordeaux Bègles ainsi que la dernière place des Bristol Bears, les Bulls terminent deuxième, le Lyon OU troisième et les Saracens quatrième et sont donc qualifiés pour le tour suivant, tandis que le Connacht est reversé en huitième de finale de Challenge Cup,.
| Rang | Club                  | J | V | N | D | Bo | Bd | Pm  | Pe  | Diff | Pts |
| ---- | --------------------- | - | - | - | - | -- | -- | --- | --- | ---- | --- |
| 1    | Union Bordeaux Bègles | 4 | 3 | 0 | 1 | 4  | 1  | 172 | 83  | +89  | 17  |
| 2    | Bulls                 | 4 | 3 | 0 | 1 | 2  | 1  | 132 | 102 | +30  | 15  |
| 3    | Lyon OU               | 4 | 2 | 0 | 2 | 3  | 1  | 121 | 123 | -2   | 12  |
| 4    | Saracens              | 4 | 2 | 0 | 2 | 2  | 0  | 125 | 142 | -17  | 10  |
| 5    | Connacht              | 4 | 1 | 0 | 3 | 2  | 0  | 88  | 140 | -52  | 6   |
| 6    | Bristol Bears         | 4 | 1 | 0 | 3 | 1  | 0  | 80  | 128 | -48  | 5   |

| Résultats (▼dom., ►ext.) | SAR   | UBB   | BUL   | BRI   | CON   | LOU   |
| Saracens                 | —     | —     | —     | —     | 55-36 | 39-24 |
| Union Bordeaux Bègles    | 55-15 | —     | —     | 36-17 | —     | —     |
| Bulls                    | 27-16 | 46-40 | —     | —     | —     | —     |
| Bristol Bears            | —     | —     | 17-31 | —     | —     | 36-34 |
| Connacht                 | —     | 5-41  | —     | 27-10 | —     | —     |
| Lyon OU                  | —     | —     | 29-28 | —     | 34-20 | —     |

#### Poule B
La poule B est composée de Cardiff, de l'Ulster, de deux clubs anglais : les Bath, et les Harlequins ainsi que de deux clubs français : le Racing 92 et le Stade toulousain, champion de France en titre,.
Pour la première journée de la compétition, Bath s'impose 37-14 face à l'Ulster avec cinq essais marqués et donc le bonus offensif alors qu'ils étaient menés à la mi-temps. Les Harlequins battent de trois points le Racing 92 sur sa pelouse, sur le score de 31 à 28. Les deux équipes repartent avec le bonus offensif et les Franciliens obtiennent aussi le bonus défensif. Enfin, le Stade toulousain l'emporte largement face à Cardiff sur le score de 52-7, avec sept essais inscrits et donc le bonus offensif, et prend la tête de sa poule,.
La semaine suivante, lors de la deuxième journée, les Anglais de Bath remportent une seconde victoire consécutive après avoir battu les Gallois de Cardiff 32-39, grâce à un essai deux essais en fin de match de Jaco Coetzee (en). L'Ulster remporte son premier match dans cette édition de la compétition en battant le Racing 92 sur le score de 31 à 15 et repars avec le bonus offensif. Les Racingmen quant à eux concèdent une deuxième défaite consécutive. Pour finir, le Stade toulousain s'impose au Twickenham Stoop contre le Harlequins, une victoire bonifiée 47 à 19, et conservent leur première place de la poule,.
Pour le compte de la troisième journée, Cardiff Rugby s'incline lourdement 15 à 54 à domicile contre les Harlequins, l'Ulster également avec une défaite 24-48 contre le Stade toulousain, tandis que le Racing 92 concède sa troisième défaite en s'inclinant finalement 29-25 sur le terrain de Bath Rugby après avoir mené 22-8 à un moment du match.
Lors de la quatrième journée, les Harlequins finissent leur phase de poule par un large succès 47 à 19 contre l'Ulster. Le Racing 92 remporte son premier match de la compétition après une victoire 48 à 26 contre Cardiff Rugby. Le Stade toulousain remporte sa quatrième victoire avec bonus offensif en s'imposant 31 à 19 contre Bath Rugby.
Le Stade toulousain termine premier de sa poule avec le maximum de points, les Harlequins sont deuxième, Bath Rugby troisième, le Racing 92 termine quatrième et se qualifie pour les huitièmes avec seulement une victoire. L'Ulster est reversé en Challenge Cup tandis que Cardiff Rugby est éliminé,.
| Rang | Club             | J | V | N | D | Bo | Bd | Pm  | Pe  | Diff | Pts |
| ---- | ---------------- | - | - | - | - | -- | -- | --- | --- | ---- | --- |
| 1    | Stade toulousain | 4 | 4 | 0 | 0 | 4  | 0  | 178 | 69  | +109 | 20  |
| 2    | Harlequins       | 4 | 3 | 0 | 1 | 3  | 0  | 151 | 109 | +42  | 15  |
| 3    | Bath Rugby       | 4 | 3 | 0 | 1 | 3  | 0  | 124 | 102 | +22  | 15  |
| 4    | Racing 92        | 4 | 1 | 0 | 3 | 2  | 2  | 116 | 117 | -1   | 8   |
| 5    | Ulster           | 4 | 1 | 0 | 3 | 1  | 0  | 88  | 147 | -59  | 5   |
| 6    | Cardiff Rugby    | 4 | 0 | 0 | 4 | 2  | 1  | 80  | 195 | -115 | 3   |

| Résultats (▼dom., ►ext.) | TOU   | CAR   | BAT   | R92   | HAR   | ULS   |
| Stade toulousain         | —     | 52-7  | 31-19 | —     | —     | —     |
| Cardiff Rugby            | —     | —     | 32-39 | —     | 15-54 | —     |
| Bath Rugby               | —     | —     | —     | 29-25 | —     | 37-14 |
| Racing 92                | —     | 48-26 | —     | —     | 28-31 | —     |
| Harlequins               | 19-47 | —     | —     | —     | —     | 47-19 |
| Ulster                   | 24-48 | —     | —     | 31-15 | —     | —     |

#### Poule C
La poule C est composée des Glasgow Warriors, du Munster, dernier vainqueur du United Rugby Championship, de deux clubs anglais : les Northampton Saints et les Exeter Chiefs, ainsi que de deux clubs français : l'Aviron bayonnais et le RC Toulon, vainqueur de la Challenge Cup la saison passée,.
Pour la première journée, les Glasgow Warriors s'inclinent 19-28 à domicile contre les Northampton Saints, le RC Toulon perd d'un point 18-19 à domicile en fin de match contre les Exeter Chiefs à la suite d'un essai tardif de Jacques Vermeulen transformé par Henry Slade après la sirène. Le troisième match de la journée voit l'Aviron bayonnais réaliser l'exploit de faire un match nul 17-17 sur le terrain du Munster pour son premier match de Champions Cup de son histoire à la suite d'un essai en fin de match de Rémy Baget transformé par Thomas Dolhagaray.
Lors de la deuxième journée, le RC Toulon s'incline une nouvelle fois en fin de rencontre sur le terrain des Northampton Saints, 22 à 19, après deux cartons jaunes à son encontre dans les dix dernières minutes et un essai encaissé. Pour le premier match de son histoire à domicile dans la compétition, l'Aviron bayonnais s'incline 11-12 contre les Glasgow Warriors. Les Exeter Chiefs s'imposent 32-24 contre le Munster avec le bonus offensif.
En ouverture de la troisième journée, les Saints battent très largement Bayonne sur le score de 61 à 14 et repartent avec le bonus offensif grâce à leurs neuf essais marqués, dont un triplé de Tom Pearson. Puis, Exeter bat Glasgow 19-17, permettant aux Écossais d'obtenir le bonus défensif. Enfin, le Munster s'impose à Toulon 29 à 18 et prend le bonus offensif.
Durant la quatrième et dernière journée, Toulon est tout d'abord battu 29 à 5 par les Glasgow Warriors, concédant une quatrième défaite en autant de rencontres. Le Munster est battu sur sa pelouse par Northampton 23-26 mais s'empare tout de même du bonus défensif. Les Anglais ont pourtant joué toute une mi-temps en infériorité numérique après le carton rouge de Curtis Langdon. Pour la dernière rencontre, déjà éliminé, l'Aviron bayonnais remporte son premier match dans la compétition en s'imposant 40 à 17, à domicile contre les Exeter Chiefs.
Ainsi, Northampton termine à la première place du groupe avec 18 points, devant Exeter, les Glasgow Warriors et le Munster qui se qualifient pour les huitièmes de finale. L'Aviron bayonnais est reversé en Challenge Cup tandis que le RC Toulon est éliminé.
| Rang | Club               | J | V | N | D | Bo | Bd | Pm  | Pe  | Diff | Pts |
| ---- | ------------------ | - | - | - | - | -- | -- | --- | --- | ---- | --- |
| 1    | Northampton Saints | 4 | 4 | 0 | 0 | 2  | 0  | 137 | 75  | +62  | 18  |
| 2    | Exeter Chiefs      | 4 | 3 | 0 | 1 | 1  | 0  | 87  | 99  | -12  | 13  |
| 3    | Glasgow Warriors   | 4 | 2 | 0 | 2 | 1  | 1  | 77  | 63  | +14  | 10  |
| 4    | Munster            | 4 | 1 | 1 | 2 | 2  | 1  | 93  | 93  | 0    | 9   |
| 5    | Aviron bayonnais   | 4 | 1 | 1 | 2 | 1  | 1  | 82  | 107 | -25  | 8   |
| 6    | RC Toulon          | 4 | 0 | 0 | 4 | 0  | 2  | 60  | 99  | -39  | 2   |

| Résultats (▼dom., ►ext.) | MUN   | BAY   | GLA   | EXE   | RCT   | NOR   |
| Munster                  | —     | 17-17 | —     | —     | —     | 23-26 |
| Aviron bayonnais         | —     | —     | 11-12 | 40-17 | —     | —     |
| Glasgow Warriors         | —     | —     | —     | —     | 29-5  | 19-28 |
| Exeter Chiefs            | 32-24 | —     | 19-17 | —     | —     | —     |
| RC Toulon                | 18-29 | —     | —     | 18-19 | —     | —     |
| Northampton Saints       | —     | 61-14 | —     | —     | 22-19 | —     |

#### Poule D
La poule D est composée des Stormers, du Leinster, de deux clubs anglais : les Sale Sharks et les Leicester Tigers ainsi que de deux clubs français : le Stade français et le Stade rochelais, champion en titre,.
| Rang | Club                 | J | V | N | D | Bo | Bd | Pm  | Pe  | Diff | Pts |
| ---- | -------------------- | - | - | - | - | -- | -- | --- | --- | ---- | --- |
| 1    | Leinster             | 4 | 4 | 0 | 0 | 3  | 0  | 123 | 53  | +70  | 19  |
| 2    | Stormers             | 4 | 3 | 0 | 1 | 2  | 0  | 102 | 99  | +3   | 14  |
| 3    | Stade rochelais      | 4 | 2 | 0 | 2 | 2  | 2  | 111 | 73  | +38  | 12  |
| 4    | Leicester Tigers     | 4 | 2 | 0 | 2 | 1  | 0  | 84  | 122 | -38  | 9   |
| 5    | Sale Sharks          | 4 | 1 | 0 | 3 | 1  | 1  | 103 | 110 | -7   | 6   |
| 6    | Stade français Paris | 4 | 0 | 0 | 4 | 0  | 2  | 56  | 122 | -66  | 2   |

| Résultats (▼dom., ►ext.) | LAR   | SFR  | LEI   | STO   | LEI   | SAL   |
| Stade rochelais          | —     | —    | 45-12 | —     | 9-16  | —     |
| Stade français Paris     | —     | —    | 24-27 | 20-24 | —     | —     |
| Leicester Tigers         | —     | —    | —     | 35-26 | 10-27 | —     |
| Stormers                 | 21-20 | —    | —     | —     | —     | 31-24 |
| Leinster                 | —     | 43-7 | —     | —     | —     | 37-27 |
| Sale Sharks              | 24-37 | 28-5 | —     | —     | —     | —     |

## Phase éliminatoire
La phase éliminatoire débute le week-end du 5 avril 2024 par des huitièmes de finale entre les seize équipes qualifiées durant la phase de poule. Ces équipes sont classées afin de déterminer les oppositions pour les huitièmes de finale et l'ensemble de la phase éliminatoire ainsi que les équipes ayant l'avantage du terrain :
- les vainqueurs de poule sont classés de 1er à 4e
- les seconds de poule sont classés de 5e à 8e
- les troisièmes de poule sont classés de 9e à 12e
- les quatrièmes de poule sont classés de 13e à 16e.

Ces équipes sont ensuite départagées dans l'ordre, selon les critères suivants :
- le nombre de points de classement accumulés
- la meilleure différence de points
- le nombre d'essais inscrits
- le nombre de joueurs suspendus pour des incidents disciplinaires, par ordre croissant.

Si l'égalité est toujours constatée, un tirage au sort est réalisé entre les équipes concernées.
| Rang | Club                  | Poule | Pos | Pts | Diff | Em |
| ---- | --------------------- | ----- | --- | --- | ---- | -- |
| 1    | Stade toulousain      | B     | 1er | 20  | +109 | 26 |
| 2    | Leinster              | D     | 1er | 19  | +70  | 17 |
| 3    | Northampton Saints    | C     | 1er | 18  | +62  | 18 |
| 4    | Union Bordeaux Bègles | A     | 1er | 17  | +89  | 26 |
| 5    | Harlequins            | B     | 2e  | 15  | +42  | 22 |
| 6    | Bulls                 | A     | 2e  | 15  | +30  | 16 |
| 7    | Stormers              | D     | 2e  | 14  | +3   | 12 |
| 8    | Exeter Chiefs         | C     | 2e  | 13  | -12  | 13 |
| 9    | Bath Rugby            | B     | 3e  | 15  | +22  | 18 |
| 10   | Stade rochelais       | D     | 3e  | 12  | +38  | 13 |
| 11   | Lyon OU               | A     | 3e  | 12  | -2   | 18 |
| 12   | Glasgow Warriors      | C     | 3e  | 10  | +14  | 12 |
| 13   | Saracens              | A     | 4e  | 10  | -17  | 17 |
| 14   | Munster               | C     | 4e  | 9   | 0    | 13 |
| 15   | Leicester Tigers      | D     | 4e  | 9   | -38  | 10 |
| 16   | Racing 92             | B     | 4e  | 8   | -1   | 17 |

- Équipe jouant le huitième de finale à domicile
- Équipe jouant le huitième de finale à l'extérieur

### Tableau final
|  | Huitièmes de finale                             | Huitièmes de finale                         | Huitièmes de finale                            | Huitièmes de finale                         |                       |                       | Quarts de finale                             | Quarts de finale                             | Quarts de finale                             | Quarts de finale                             |  |  | Demi-finales                              | Demi-finales                              | Demi-finales                              | Demi-finales                              |  |  | Finale                                          | Finale                                          | Finale                                          | Finale                                          |
|  |                                                 |                                             |                                                |                                             |                       |                       |                                              |                                              |                                              |                                              |  |  |                                           |                                           |                                           |                                           |  |  |                                                 |                                                 |                                                 |                                                 |
|  | 7 avril 2024, Stade Ernest-Wallon, Toulouse     | 7 avril 2024, Stade Ernest-Wallon, Toulouse | 7 avril 2024, Stade Ernest-Wallon, Toulouse    | 7 avril 2024, Stade Ernest-Wallon, Toulouse |                       |                       | 14 avril 2024, Stade Ernest-Wallon, Toulouse | 14 avril 2024, Stade Ernest-Wallon, Toulouse | 14 avril 2024, Stade Ernest-Wallon, Toulouse | 14 avril 2024, Stade Ernest-Wallon, Toulouse |  |  | 5 mai 2024, Stadium de Toulouse, Toulouse | 5 mai 2024, Stadium de Toulouse, Toulouse | 5 mai 2024, Stadium de Toulouse, Toulouse | 5 mai 2024, Stadium de Toulouse, Toulouse |  |  | 25 mai 2024, Tottenham Hotspur Stadium, Londres | 25 mai 2024, Tottenham Hotspur Stadium, Londres | 25 mai 2024, Tottenham Hotspur Stadium, Londres | 25 mai 2024, Tottenham Hotspur Stadium, Londres |
|  | 1                                               | Stade toulousain                            | 31                                             | 31                                          |                       |                       | 14 avril 2024, Stade Ernest-Wallon, Toulouse | 14 avril 2024, Stade Ernest-Wallon, Toulouse | 14 avril 2024, Stade Ernest-Wallon, Toulouse | 14 avril 2024, Stade Ernest-Wallon, Toulouse |  |  | 5 mai 2024, Stadium de Toulouse, Toulouse | 5 mai 2024, Stadium de Toulouse, Toulouse | 5 mai 2024, Stadium de Toulouse, Toulouse | 5 mai 2024, Stadium de Toulouse, Toulouse |  |  | 25 mai 2024, Tottenham Hotspur Stadium, Londres | 25 mai 2024, Tottenham Hotspur Stadium, Londres | 25 mai 2024, Tottenham Hotspur Stadium, Londres | 25 mai 2024, Tottenham Hotspur Stadium, Londres |
|  | 1                                               | Stade toulousain                            | 31                                             | 31                                          |                       |                       | 14 avril 2024, Stade Ernest-Wallon, Toulouse | 14 avril 2024, Stade Ernest-Wallon, Toulouse | 14 avril 2024, Stade Ernest-Wallon, Toulouse | 14 avril 2024, Stade Ernest-Wallon, Toulouse |  |  | 5 mai 2024, Stadium de Toulouse, Toulouse | 5 mai 2024, Stadium de Toulouse, Toulouse | 5 mai 2024, Stadium de Toulouse, Toulouse | 5 mai 2024, Stadium de Toulouse, Toulouse |  |  | 25 mai 2024, Tottenham Hotspur Stadium, Londres | 25 mai 2024, Tottenham Hotspur Stadium, Londres | 25 mai 2024, Tottenham Hotspur Stadium, Londres | 25 mai 2024, Tottenham Hotspur Stadium, Londres |
|  | 16                                              | Racing 92                                   | 7                                              | 7                                           |                       |                       | 14 avril 2024, Stade Ernest-Wallon, Toulouse | 14 avril 2024, Stade Ernest-Wallon, Toulouse | 14 avril 2024, Stade Ernest-Wallon, Toulouse | 14 avril 2024, Stade Ernest-Wallon, Toulouse |  |  | 5 mai 2024, Stadium de Toulouse, Toulouse | 5 mai 2024, Stadium de Toulouse, Toulouse | 5 mai 2024, Stadium de Toulouse, Toulouse | 5 mai 2024, Stadium de Toulouse, Toulouse |  |  | 25 mai 2024, Tottenham Hotspur Stadium, Londres | 25 mai 2024, Tottenham Hotspur Stadium, Londres | 25 mai 2024, Tottenham Hotspur Stadium, Londres | 25 mai 2024, Tottenham Hotspur Stadium, Londres |
|  | 16                                              | Racing 92                                   | 7                                              | 7                                           | Stade toulousain      | Stade toulousain      | 64                                           | 64                                           |                                              |                                              |  |  | 5 mai 2024, Stadium de Toulouse, Toulouse | 5 mai 2024, Stadium de Toulouse, Toulouse | 5 mai 2024, Stadium de Toulouse, Toulouse | 5 mai 2024, Stadium de Toulouse, Toulouse |  |  | 25 mai 2024, Tottenham Hotspur Stadium, Londres | 25 mai 2024, Tottenham Hotspur Stadium, Londres | 25 mai 2024, Tottenham Hotspur Stadium, Londres | 25 mai 2024, Tottenham Hotspur Stadium, Londres |
|  | 6 avril 2024, Sandy Park, Exeter                |                                             |                                                |                                             | Stade toulousain      | Stade toulousain      | 64                                           | 64                                           |                                              |                                              |  |  | 5 mai 2024, Stadium de Toulouse, Toulouse | 5 mai 2024, Stadium de Toulouse, Toulouse | 5 mai 2024, Stadium de Toulouse, Toulouse | 5 mai 2024, Stadium de Toulouse, Toulouse |  |  | 25 mai 2024, Tottenham Hotspur Stadium, Londres | 25 mai 2024, Tottenham Hotspur Stadium, Londres | 25 mai 2024, Tottenham Hotspur Stadium, Londres | 25 mai 2024, Tottenham Hotspur Stadium, Londres |
|  |                                                 |                                             | Exeter Chiefs                                  | Exeter Chiefs                               | 26                    | 26                    |                                              |                                              |                                              |                                              |  |  | 5 mai 2024, Stadium de Toulouse, Toulouse | 5 mai 2024, Stadium de Toulouse, Toulouse | 5 mai 2024, Stadium de Toulouse, Toulouse | 5 mai 2024, Stadium de Toulouse, Toulouse |  |  | 25 mai 2024, Tottenham Hotspur Stadium, Londres | 25 mai 2024, Tottenham Hotspur Stadium, Londres | 25 mai 2024, Tottenham Hotspur Stadium, Londres | 25 mai 2024, Tottenham Hotspur Stadium, Londres |
|  | 8                                               | Exeter Chiefs                               | Exeter Chiefs                                  | Exeter Chiefs                               | 26                    | 26                    | 21                                           | 21                                           |                                              |                                              |  |  | 5 mai 2024, Stadium de Toulouse, Toulouse | 5 mai 2024, Stadium de Toulouse, Toulouse | 5 mai 2024, Stadium de Toulouse, Toulouse | 5 mai 2024, Stadium de Toulouse, Toulouse |  |  | 25 mai 2024, Tottenham Hotspur Stadium, Londres | 25 mai 2024, Tottenham Hotspur Stadium, Londres | 25 mai 2024, Tottenham Hotspur Stadium, Londres | 25 mai 2024, Tottenham Hotspur Stadium, Londres |
|  | 8                                               | Exeter Chiefs                               | 13 avril 2024, Stade Chaban-Delmas, Bordeaux   |                                             |                       |                       | 21                                           | 21                                           |                                              |                                              |  |  | 5 mai 2024, Stadium de Toulouse, Toulouse | 5 mai 2024, Stadium de Toulouse, Toulouse | 5 mai 2024, Stadium de Toulouse, Toulouse | 5 mai 2024, Stadium de Toulouse, Toulouse |  |  | 25 mai 2024, Tottenham Hotspur Stadium, Londres | 25 mai 2024, Tottenham Hotspur Stadium, Londres | 25 mai 2024, Tottenham Hotspur Stadium, Londres | 25 mai 2024, Tottenham Hotspur Stadium, Londres |
|  | 9                                               | Bath Rugby                                  | 15                                             | 15                                          |                       |                       |                                              |                                              |                                              |                                              |  |  | 5 mai 2024, Stadium de Toulouse, Toulouse | 5 mai 2024, Stadium de Toulouse, Toulouse | 5 mai 2024, Stadium de Toulouse, Toulouse | 5 mai 2024, Stadium de Toulouse, Toulouse |  |  | 25 mai 2024, Tottenham Hotspur Stadium, Londres | 25 mai 2024, Tottenham Hotspur Stadium, Londres | 25 mai 2024, Tottenham Hotspur Stadium, Londres | 25 mai 2024, Tottenham Hotspur Stadium, Londres |
|  | 9                                               | Bath Rugby                                  | 15                                             | 15                                          | Stade toulousain      | Stade toulousain      | 38                                           | 38                                           |                                              |                                              |  |  |                                           |                                           |                                           |                                           |  |  | 25 mai 2024, Tottenham Hotspur Stadium, Londres | 25 mai 2024, Tottenham Hotspur Stadium, Londres | 25 mai 2024, Tottenham Hotspur Stadium, Londres | 25 mai 2024, Tottenham Hotspur Stadium, Londres |
|  | 6 avril 2024, Stade Chaban-Delmas, Bordeaux     |                                             |                                                |                                             | Stade toulousain      | Stade toulousain      | 38                                           | 38                                           |                                              |                                              |  |  |                                           |                                           |                                           |                                           |  |  | 25 mai 2024, Tottenham Hotspur Stadium, Londres | 25 mai 2024, Tottenham Hotspur Stadium, Londres | 25 mai 2024, Tottenham Hotspur Stadium, Londres | 25 mai 2024, Tottenham Hotspur Stadium, Londres |
|  |                                                 |                                             | Harlequins                                     | Harlequins                                  | 26                    | 26                    |                                              |                                              |                                              |                                              |  |  |                                           |                                           |                                           |                                           |  |  | 25 mai 2024, Tottenham Hotspur Stadium, Londres | 25 mai 2024, Tottenham Hotspur Stadium, Londres | 25 mai 2024, Tottenham Hotspur Stadium, Londres | 25 mai 2024, Tottenham Hotspur Stadium, Londres |
|  | 4                                               | Union Bordeaux Bègles                       | Harlequins                                     | Harlequins                                  | 26                    | 26                    | 45                                           | 45                                           |                                              |                                              |  |  |                                           |                                           |                                           |                                           |  |  | 25 mai 2024, Tottenham Hotspur Stadium, Londres | 25 mai 2024, Tottenham Hotspur Stadium, Londres | 25 mai 2024, Tottenham Hotspur Stadium, Londres | 25 mai 2024, Tottenham Hotspur Stadium, Londres |
|  | 4                                               | Union Bordeaux Bègles                       | 4 mai 2024, Croke Park, Dublin                 |                                             |                       |                       | 45                                           | 45                                           |                                              |                                              |  |  |                                           |                                           |                                           |                                           |  |  | 25 mai 2024, Tottenham Hotspur Stadium, Londres | 25 mai 2024, Tottenham Hotspur Stadium, Londres | 25 mai 2024, Tottenham Hotspur Stadium, Londres | 25 mai 2024, Tottenham Hotspur Stadium, Londres |
|  | 13                                              | Saracens                                    | 12                                             | 12                                          |                       |                       |                                              |                                              |                                              |                                              |  |  |                                           |                                           |                                           |                                           |  |  | 25 mai 2024, Tottenham Hotspur Stadium, Londres | 25 mai 2024, Tottenham Hotspur Stadium, Londres | 25 mai 2024, Tottenham Hotspur Stadium, Londres | 25 mai 2024, Tottenham Hotspur Stadium, Londres |
|  | 13                                              | Saracens                                    | 12                                             | 12                                          | Union Bordeaux Bègles | Union Bordeaux Bègles | 41                                           | 41                                           |                                              |                                              |  |  |                                           |                                           |                                           |                                           |  |  | 25 mai 2024, Tottenham Hotspur Stadium, Londres | 25 mai 2024, Tottenham Hotspur Stadium, Londres | 25 mai 2024, Tottenham Hotspur Stadium, Londres | 25 mai 2024, Tottenham Hotspur Stadium, Londres |
|  | 5 avril 2024, The Stoop, Londres                |                                             |                                                |                                             | Union Bordeaux Bègles | Union Bordeaux Bègles | 41                                           | 41                                           |                                              |                                              |  |  |                                           |                                           |                                           |                                           |  |  | 25 mai 2024, Tottenham Hotspur Stadium, Londres | 25 mai 2024, Tottenham Hotspur Stadium, Londres | 25 mai 2024, Tottenham Hotspur Stadium, Londres | 25 mai 2024, Tottenham Hotspur Stadium, Londres |
|  |                                                 |                                             | Harlequins                                     | Harlequins                                  | 42                    | 42                    |                                              |                                              |                                              |                                              |  |  |                                           |                                           |                                           |                                           |  |  | 25 mai 2024, Tottenham Hotspur Stadium, Londres | 25 mai 2024, Tottenham Hotspur Stadium, Londres | 25 mai 2024, Tottenham Hotspur Stadium, Londres | 25 mai 2024, Tottenham Hotspur Stadium, Londres |
|  | 5                                               | Harlequins                                  | Harlequins                                     | Harlequins                                  | 42                    | 42                    | 28                                           | 28                                           |                                              |                                              |  |  |                                           |                                           |                                           |                                           |  |  | 25 mai 2024, Tottenham Hotspur Stadium, Londres | 25 mai 2024, Tottenham Hotspur Stadium, Londres | 25 mai 2024, Tottenham Hotspur Stadium, Londres | 25 mai 2024, Tottenham Hotspur Stadium, Londres |
|  | 5                                               | Harlequins                                  | 13 avril 2024, Aviva Stadium, Dublin           |                                             |                       |                       | 28                                           | 28                                           |                                              |                                              |  |  |                                           |                                           |                                           |                                           |  |  | 25 mai 2024, Tottenham Hotspur Stadium, Londres | 25 mai 2024, Tottenham Hotspur Stadium, Londres | 25 mai 2024, Tottenham Hotspur Stadium, Londres | 25 mai 2024, Tottenham Hotspur Stadium, Londres |
|  | 12                                              | Glasgow Warriors                            | 24                                             | 24                                          |                       |                       |                                              |                                              |                                              |                                              |  |  |                                           |                                           |                                           |                                           |  |  | 25 mai 2024, Tottenham Hotspur Stadium, Londres | 25 mai 2024, Tottenham Hotspur Stadium, Londres | 25 mai 2024, Tottenham Hotspur Stadium, Londres | 25 mai 2024, Tottenham Hotspur Stadium, Londres |
|  | 12                                              | Glasgow Warriors                            | 24                                             | 24                                          | Stade toulousain      | Stade toulousain      | 31 (ap)                                      | 31 (ap)                                      |                                              |                                              |  |  |                                           |                                           |                                           |                                           |  |  |                                                 |                                                 |                                                 |                                                 |
|  | 6 avril 2024, Aviva Stadium, Dublin             |                                             |                                                |                                             | Stade toulousain      | Stade toulousain      | 31 (ap)                                      | 31 (ap)                                      |                                              |                                              |  |  |                                           |                                           |                                           |                                           |  |  |                                                 |                                                 |                                                 |                                                 |
|  |                                                 |                                             | Leinster                                       | Leinster                                    | 22                    | 22                    |                                              |                                              |                                              |                                              |  |  |                                           |                                           |                                           |                                           |  |  |                                                 |                                                 |                                                 |                                                 |
|  | 2                                               | Leinster                                    | Leinster                                       | Leinster                                    | 22                    | 22                    | 36                                           | 36                                           |                                              |                                              |  |  |                                           |                                           |                                           |                                           |  |  |                                                 |                                                 |                                                 |                                                 |
|  | 2                                               | Leinster                                    |                                                |                                             |                       |                       |                                              | 36                                           |                                              |                                              |  |  |                                           |                                           |                                           |                                           |  |  |                                                 |                                                 |                                                 |                                                 |
|  | 15                                              | Leicester Tigers                            | 22                                             | 22                                          |                       |                       |                                              |                                              |                                              |                                              |  |  |                                           |                                           |                                           |                                           |  |  |                                                 |                                                 |                                                 |                                                 |
|  | 15                                              | Leicester Tigers                            | 22                                             | 22                                          | Leinster              | Leinster              | 40                                           | 40                                           |                                              |                                              |  |  |                                           |                                           |                                           |                                           |  |  |                                                 |                                                 |                                                 |                                                 |
|  | 6 avril 2024, Cape Town Stadium, Le Cap         |                                             |                                                |                                             | Leinster              | Leinster              | 40                                           | 40                                           |                                              |                                              |  |  |                                           |                                           |                                           |                                           |  |  |                                                 |                                                 |                                                 |                                                 |
|  |                                                 |                                             | Stade rochelais                                | Stade rochelais                             | 13                    | 13                    |                                              |                                              |                                              |                                              |  |  |                                           |                                           |                                           |                                           |  |  |                                                 |                                                 |                                                 |                                                 |
|  | 7                                               | Stormers                                    | Stade rochelais                                | Stade rochelais                             | 13                    | 13                    | 21                                           | 21                                           |                                              |                                              |  |  |                                           |                                           |                                           |                                           |  |  |                                                 |                                                 |                                                 |                                                 |
|  | 7                                               | Stormers                                    | 13 avril 2024, Franklin's Gardens, Northampton |                                             |                       |                       | 21                                           | 21                                           |                                              |                                              |  |  |                                           |                                           |                                           |                                           |  |  |                                                 |                                                 |                                                 |                                                 |
|  | 10                                              | Stade rochelais                             | 22                                             | 22                                          |                       |                       |                                              |                                              |                                              |                                              |  |  |                                           |                                           |                                           |                                           |  |  |                                                 |                                                 |                                                 |                                                 |
|  | 10                                              | Stade rochelais                             | 22                                             | 22                                          | Leinster              | Leinster              | 20                                           | 20                                           |                                              |                                              |  |  |                                           |                                           |                                           |                                           |  |  |                                                 |                                                 |                                                 |                                                 |
|  | 7 avril 2024, Franklin's Gardens, Northampton   |                                             |                                                |                                             | Leinster              | Leinster              | 20                                           | 20                                           |                                              |                                              |  |  |                                           |                                           |                                           |                                           |  |  |                                                 |                                                 |                                                 |                                                 |
|  |                                                 |                                             | Northampton Saints                             | Northampton Saints                          | 17                    | 17                    |                                              |                                              |                                              |                                              |  |  |                                           |                                           |                                           |                                           |  |  |                                                 |                                                 |                                                 |                                                 |
|  | 3                                               | Northampton Saints                          | Northampton Saints                             | Northampton Saints                          | 17                    | 17                    | 24                                           | 24                                           |                                              |                                              |  |  |                                           |                                           |                                           |                                           |  |  |                                                 |                                                 |                                                 |                                                 |
|  | 3                                               | Northampton Saints                          |                                                |                                             |                       |                       |                                              | 24                                           |                                              |                                              |  |  |                                           |                                           |                                           |                                           |  |  |                                                 |                                                 |                                                 |                                                 |
|  | 14                                              | Munster                                     | 14                                             | 14                                          |                       |                       |                                              |                                              |                                              |                                              |  |  |                                           |                                           |                                           |                                           |  |  |                                                 |                                                 |                                                 |                                                 |
|  | 14                                              | Munster                                     | 14                                             | 14                                          | Northampton Saints    | Northampton Saints    | 59                                           | 59                                           |                                              |                                              |  |  |                                           |                                           |                                           |                                           |  |  |                                                 |                                                 |                                                 |                                                 |
|  | 6 avril 2024, Loftus Versfeld Stadium, Pretoria |                                             |                                                |                                             | Northampton Saints    | Northampton Saints    | 59                                           | 59                                           |                                              |                                              |  |  |                                           |                                           |                                           |                                           |  |  |                                                 |                                                 |                                                 |                                                 |
|  |                                                 |                                             | Bulls                                          | Bulls                                       | 22                    | 22                    |                                              |                                              |                                              |                                              |  |  |                                           |                                           |                                           |                                           |  |  |                                                 |                                                 |                                                 |                                                 |
|  | 6                                               | Bulls                                       | Bulls                                          | Bulls                                       | 22                    | 22                    | 59                                           | 59                                           |                                              |                                              |  |  |                                           |                                           |                                           |                                           |  |  |                                                 |                                                 |                                                 |                                                 |
|  | 6                                               | Bulls                                       |                                                |                                             |                       |                       |                                              | 59                                           |                                              |                                              |  |  |                                           |                                           |                                           |                                           |  |  |                                                 |                                                 |                                                 |                                                 |
|  | 11                                              | Lyon OU                                     | 19                                             | 19                                          |                       |                       |                                              |                                              |                                              |                                              |  |  |                                           |                                           |                                           |                                           |  |  |                                                 |                                                 |                                                 |                                                 |
|  | 11                                              | Lyon OU                                     | 19                                             | 19                                          |                       |                       |                                              |                                              |                                              |                                              |  |  |                                           |                                           |                                           |                                           |  |  |                                                 |                                                 |                                                 |                                                 |
|  |                                                 |                                             |                                                |                                             |                       |                       |                                              |                                              |                                              |                                              |  |  |                                           |                                           |                                           |                                           |  |  |                                                 |                                                 |                                                 |                                                 |

### Huitièmes de finale
Les huitièmes de finale se jouent en une manche les 5, 6 et 7 avril 2024. Les équipes les mieux classées lors de la phase de poule jouent à domicile.
| 5 avril 2024 21 h | Harlequins | 28 - 24 (21 - 7) | Glasgow Warriors | Twickenham Stoop, Londres 12 852 spectateurs Arbitre : Tual Trainini |
| 5 avril 2024 21 h | Essai(s) : 4 Esterhuizen (22e), Smith (33e), Murley (40e+1), Riley (75e), Transformation(s) : 4 Smith (24e, 34e, 40e+2, 77e) Carton(s) jaune(s) : 1 Marler (61e) | Rapport          | Essai(s) : 3 Cummings (2e), Matthews (49e), Horne (52e) Transformation(s) : 3 Horne (3e, 50e, 53e) Pénalité(s) : 1 Horne (59e) Carton(s) jaune(s) : 1 Tuipulotu (32e) | Twickenham Stoop, Londres 12 852 spectateurs Arbitre : Tual Trainini |
| 5 avril 2024 21 h | | Rapport          | | Twickenham Stoop, Londres 12 852 spectateurs Arbitre : Tual Trainini |

| 6 avril 2024 13 h 30 | Bulls | 59 - 19 (28 - 7) | Lyon OU | Loftus Versfeld Stadium, Pretoria 8 000 spectateurs Arbitre : Luke Pearce |
| 6 avril 2024 13 h 30 | Essai(s) : 9 de Klerk (en) (12e, 77e), Papier (20e, 53e), Coetzee (27e), Vermaak (33e), le Roux (48e), Kriel (67e), Smith (en) (71e) Transformation(s) : 7 Goosen (13e, 21e, 28e, 34e, 54e), Smith (69e, 72e) Carton(s) jaune(s) : 1 Moodie (46e) | Rapport          | Essai(s) : 3 Page-Relo (30e), essai de pénalité (46e), Abrahams (55e) Transformation(s) : 2 Jackson (31e), de pénalité (46e) | Loftus Versfeld Stadium, Pretoria 8 000 spectateurs Arbitre : Luke Pearce |
| 6 avril 2024 13 h 30 | | Rapport          | | Loftus Versfeld Stadium, Pretoria 8 000 spectateurs Arbitre : Luke Pearce |

| 6 avril 2024 16 h | Stormers | 21 - 22 (13 - 0) | Stade rochelais | Cape Town Stadium, Le Cap 27 660 spectateurs Arbitre : Matthew Carley |
| 6 avril 2024 16 h | Essai(s) : 2 Jantjies (27e), Hartzenberg (en) (79e) Transformation(s) : 1 Libbok (29e) Pénalité(s) : 3 Libbok (3e, 22e, 45e) Carton(s) jaune(s) : 1 Theunissen (en) (60e) | Rapport          | Essai(s) : 3 Penverne (49e), Alldritt (61e), Sclavi (68e) Transformation(s) : 2 Hastoy (49e, 62e) Pénalité(s) : 1 Hastoy (54e) Carton(s) jaune(s) : 2 Skelton (21e), Leyds (75e) | Cape Town Stadium, Le Cap 27 660 spectateurs Arbitre : Matthew Carley |
| 6 avril 2024 16 h | | Rapport          | | Cape Town Stadium, Le Cap 27 660 spectateurs Arbitre : Matthew Carley |

| 6 avril 2024 16 h | Exeter Chiefs                                                                                       | 21 - 15 (7 - 12) | Bath Rugby | Sandy Park, Exeter 15 000 spectateurs Arbitre : Luc Ramos |
| 6 avril 2024 16 h | Essai(s) : 3 Vintcent (22e), Fisilau (55e), Roots (65e) Transformation(s) : 3 Slade (23e, 56e, 66e) | Rapport          | Essai(s) : 2 du Toit (20e), Hill (27e) Transformation(s) : 1 Spencer (28e) Pénalité(s) : 1 Spencer (48e) Carton(s) jaune(s) : 1 Dunn (4e) | Sandy Park, Exeter 15 000 spectateurs Arbitre : Luc Ramos |
| 6 avril 2024 16 h | | Rapport          | | Sandy Park, Exeter 15 000 spectateurs Arbitre : Luc Ramos |

| 6 avril 2024 18 h 30 | Union Bordeaux Bègles | 45 - 12 (10 - 0) | Saracens | Stade Chaban-Delmas, Bordeaux 28 097 spectateurs Arbitre : Frank Murphy |
| 6 avril 2024 18 h 30 | Essai(s) : 6 Garcia (36e, 48e), Depoortère (60e, 66e), Bielle-Biarrey (63e, 75e) Transformation(s) : 6 Lucu (37e, 48e, 62e, 64e), Garcia (67e, 76e) Pénalité(s) : 1 Lucu (29e) | Rapport          | Essai(s) : 2 Lewington (71e), Willis (78e) Transformation(s) : 1 Goode (80e) Carton(s) jaune(s) : 1 Itoje (35e) | Stade Chaban-Delmas, Bordeaux 28 097 spectateurs Arbitre : Frank Murphy |
| 6 avril 2024 18 h 30 | | Rapport          | | Stade Chaban-Delmas, Bordeaux 28 097 spectateurs Arbitre : Frank Murphy |

| 6 avril 2024 21 h | Leinster | 36 - 22 (22 - 10) | Leicester Tigers | Aviva Stadium, Dublin 40 775 spectateurs Arbitre : Pierre Brousset |
| 6 avril 2024 21 h | Essai(s) : 5 Gibson-Park (12e, 23e, 29e), Henshaw (49e), Conan (71e) Transformation(s) : 4 R. Byrne (13e, 30e, 50e), H. Byrne (72e) Pénalité(s) : 1 R. Byrne (9e) Carton(s) jaune(s) : 1 Lowe (45e) | Rapport           | Essai(s) : 3 Pollard (4e), Cronin (45e), Clare (en) (75e) Transformation(s) : 2 Pollard (5e, 75e) Pénalité(s) : 1 Pollard (28e) | Aviva Stadium, Dublin 40 775 spectateurs Arbitre : Pierre Brousset |
| 6 avril 2024 21 h | | Rapport           | | Aviva Stadium, Dublin 40 775 spectateurs Arbitre : Pierre Brousset |

| 7 avril 2024 13 h 30 | Northampton Saints                                                                                  | 24 - 14 (14 - 14) | Munster                                                                                    | Franklin's Gardens, Northampton 15 153 spectateurs Arbitre : Mike Adamson (en) |
| 7 avril 2024 13 h 30 | Essai(s) : 4 Ramm (en) (9e), Freeman (35e), Hendy (60e, 72e) Transformation(s) : 2 Smith (10e, 36e) | Rapport           | Essai(s) : 2 O'Brien (en) (14e), Haley (en) (27e) Transformation(s) : 2 Crowley (15e, 28e) | Franklin's Gardens, Northampton 15 153 spectateurs Arbitre : Mike Adamson (en) |
| 7 avril 2024 13 h 30 | | Rapport           |                                                                                            | Franklin's Gardens, Northampton 15 153 spectateurs Arbitre : Mike Adamson (en) |

| 7 avril 2024 16 h | Stade toulousain | 31 - 7 (10 - 0) | Racing 92                                                       | Stade Ernest-Wallon, Toulouse 18 504 spectateurs Arbitre : Karl Dickson |
| 7 avril 2024 16 h | Essai(s) : 5 Mauvaka (5e), Lebel (33e), Costes (55e), Ahki (68e), Roumat (80e) Transformation(s) : 3 Kinghorn (56e, 69e, 80e+2) | Rapport         | Essai(s) : 1 Ben Arous (74e) Transformation(s) : 1 Tedder (75e) | Stade Ernest-Wallon, Toulouse 18 504 spectateurs Arbitre : Karl Dickson |
| 7 avril 2024 16 h | | Rapport         |                                                                 | Stade Ernest-Wallon, Toulouse 18 504 spectateurs Arbitre : Karl Dickson |

### Quarts de finale
Les quarts de finale se jouent en une manche le week-end du 13 avril 2024. Les équipes les mieux classées lors de la phase de poule jouent à domicile.
| 13 avril 2024 16 h | Union Bordeaux Bègles | 41 - 42 (12 - 28) | Harlequins | Stade Chaban-Delmas, Bordeaux 28 056 spectateurs Arbitre : Andrea Piardi |
| 13 avril 2024 16 h | Essai(s) : 6 Lucu (20e), Buros (26e), Depoortère (44e), Bielle-Biarrey (61e), Tambwe (66e, 77e) Transformation(s) : 4 Lucu (26e, 44e, 61e, 66e) Pénalité(s) : 1 Lucu (53e) Carton(s) jaune(s) : 1 Garcia (11e) | Rapport           | Essai(s) : 6 Porter (4e, 30e), de pénalité (10e), Evans (40e+2), Dombrandt (59e), T. Green (73e) Transformation(s) : 6 Smith (4e, 30e, 40e+2, 59e, 73e), de pénalité (10e) | Stade Chaban-Delmas, Bordeaux 28 056 spectateurs Arbitre : Andrea Piardi |
| 13 avril 2024 16 h | | Rapport           | | Stade Chaban-Delmas, Bordeaux 28 056 spectateurs Arbitre : Andrea Piardi |

| 13 avril 2024 18 h 30 | Leinster | 40 - 13 (23 - 13) | Stade rochelais                                                                                      | Aviva Stadium, Dublin 51 700 spectateurs Arbitre : Karl Dickson |
| 13 avril 2024 18 h 30 | Essai(s) : 5 Lowe (17e, 61e), Gibson-Park (38e), Baird (43e), Sheehan (56e) Transformation(s) : 3 Byrne (17e, 38e, 43e) Pénalité(s) : 3 Byrne (9e, 29e, 31e) | Rapport           | Essai(s) : 1 Penverne (40e+4) Transformation(s) : 1 Hastoy (40e+4) Pénalité(s) : 2 Hastoy (20e, 29e) | Aviva Stadium, Dublin 51 700 spectateurs Arbitre : Karl Dickson |
| 13 avril 2024 18 h 30 | | Rapport           | | Aviva Stadium, Dublin 51 700 spectateurs Arbitre : Karl Dickson |

| 13 avril 2024 21 h | Northampton Saints | 59 - 22 (28 - 22) | Bulls | Franklin's Gardens, Northampton 12 972 spectateurs Arbitre : Mathieu Raynal |
| 13 avril 2024 21 h | Essai(s) : 9 Ramm (en) (10e, 47e), Lawes (16e), Sleightholme (21e), Mitchell (25e, 69e), Coles (41e), Dingwall (52e), Augustus (74e) Transformation(s) : 7 Smith (10e, 16e, 21e, 25e, 41e, 52e, 69e) | Rapport           | Essai(s) : 3 Hanekom (13e), van der Merwe (32e), de Klerk (en) (35e) Transformation(s) : 2 Smith (en) (13e, 35e) Pénalité(s) : 1 Smith (15e) Carton(s) jaune(s) : 1 Hanekom (50e) | Franklin's Gardens, Northampton 12 972 spectateurs Arbitre : Mathieu Raynal |
| 13 avril 2024 21 h | | Rapport           | | Franklin's Gardens, Northampton 12 972 spectateurs Arbitre : Mathieu Raynal |

| 14 avril 2024 16 h | Stade toulousain | 64 - 26 (17 - 16) | Exeter Chiefs | Stade Ernest-Wallon, Toulouse 18 678 spectateurs Arbitre : Chris Busby (en) |
| 14 avril 2024 16 h | Essai(s) : 9 Ntamack (8e), Willis (32e), Kinghorn (47e, 56e), Ahki (51e, 67e), Dupont (59e), Mallía (67e, 79e) Transformation(s) : 8 Kinghorn (8e, 32e, 47e, 51e, 56e), Ramos (59e, 67e, 67e) Pénalité(s) : 1 Kinghorn (22e) Carton(s) jaune(s) : 1 Mauvaka (16e) | Rapport           | Essai(s) : 2 Roots (20e), Wimbush (en) (62e) Transformation(s) : 2 Slade (20e, 62e) Pénalité(s) : 4 Slade (5e, 14e, 30e, 46e) | Stade Ernest-Wallon, Toulouse 18 678 spectateurs Arbitre : Chris Busby (en) |
| 14 avril 2024 16 h | | Rapport           | | Stade Ernest-Wallon, Toulouse 18 678 spectateurs Arbitre : Chris Busby (en) |

### Demi-finales
Les demi-finales se jouent en une manche le week-end du 4 mai 2024. Les équipes les mieux classées lors de la phase de poule ont l'avantage du terrain mais les stades sont désignés par l'EPCR.
| 4 mai 2024 18 h 30 | Leinster                                                                                              | 20 - 17 (15 - 3) | Northampton Saints                                                                                               | Croke Park, Dublin 82 300 spectateurs Arbitre : Mathieu Raynal |
| 4 mai 2024 18 h 30 | Essai(s) : 3 Lowe (11e, 16e, 43e) Transformation(s) : 1 R. Byrne (11e) Pénalité(s) : 1 R. Byrne (30e) | Rapport          | Essai(s) : 2 Hendy (58e), Seabrook (en) (74e) Transformation(s) : 2 Smith (39e, 74e) Pénalité(s) : 1 Smith (39e) | Croke Park, Dublin 82 300 spectateurs Arbitre : Mathieu Raynal |
| 4 mai 2024 18 h 30 | | Rapport          | | Croke Park, Dublin 82 300 spectateurs Arbitre : Mathieu Raynal |

| 5 mai 2024 16 h | Stade toulousain | 38 - 26 (31 - 12) | Harlequins | Stadium de Toulouse, Toulouse 32 494 spectateurs Arbitre : Andrew Brace |
| 5 mai 2024 16 h | Essai(s) : 6 Lebel (4e), Mauvaka (19e), Flament (27e), Dupont (34e, 37e), Mallía (68e) Transformation(s) : 4 Kinghorn (19e, 34e, 37e, 68e) | Rapport           | Essai(s) : 4 Smith (14e), Evans (25e), Murley (46e), Green (53e) Transformation(s) : 3 Smith (14e, 46e, 53e) Carton(s) jaune(s) : 1 Walker (66e) | Stadium de Toulouse, Toulouse 32 494 spectateurs Arbitre : Andrew Brace |
| 5 mai 2024 16 h | | Rapport           | | Stadium de Toulouse, Toulouse 32 494 spectateurs Arbitre : Andrew Brace |

### Finale
La finale se joue le samedi 25 mai 2024 au Tottenham Hotspur Stadium, à Londres.
| Finale 25 mai 2024 14 h 45 UTC+1 | Leinster | 22 - 31 a.p (6 - 9) (15 - 15) (22 - 25) | Stade toulousain | Tottenham Hotspur Stadium, Londres 61 531 spectateurs Arbitre : Matthew Carley Diffuseur : beIn Sports, France 2 |
| Finale 25 mai 2024 14 h 45 UTC+1 | Essai(s) : 1 van der Flier (90e+3) Transformation(s) : 1 Frawley (90e+7) Pénalité(s) : 5 Byrne (18e, 40e+3, 46e, 65e), Frawley (77e) Carton(s) jaune(s) : 1 Lowe (81e) | Rapport                                 | Essai(s) : 1 Lebel (82e) Transformation(s) : 1 Ramos (84e) Pénalité(s) : 8 Kinghorn (4e, 7e, 36e, 57e), Ramos (70e, 88e, 92e, 95e) Carton(s) rouge(s) : 1 Arnold (89e) | Tottenham Hotspur Stadium, Londres 61 531 spectateurs Arbitre : Matthew Carley Diffuseur : beIn Sports, France 2 |
| Finale 25 mai 2024 14 h 45 UTC+1 | | Rapport                                 | | Tottenham Hotspur Stadium, Londres 61 531 spectateurs Arbitre : Matthew Carley Diffuseur : beIn Sports, France 2 |

## Statistiques et prix

### Meilleurs réalisateurs
| Rang | Joueur           | Club                  | Essais | Transf. | Pén. | Drops | Points |
| ---- | ---------------- | --------------------- | ------ | ------- | ---- | ----- | ------ |
| 1    | Marcus Smith     | Harlequins            | 4      | 31      | 0    | 1     | 85     |
| 2    | Thomas Ramos     | Stade toulousain      | 3      | 22      | 6    | 0     | 77     |
| 3    | Fin Smith        | Northampton Saints    | 0      | 24      | 7    | 1     | 72     |
| 4    | Antoine Hastoy   | Stade rochelais       | 1      | 13      | 11   | 0     | 64     |
| 5    | Blair Kinghorn   | Stade toulousain      | 4      | 12      | 5    | 0     | 59     |
| 6    | Maxime Lucu      | Union Bordeaux Bègles | 2      | 15      | 4    | 0     | 52     |
| 7    | Henry Slade      | Exeter Chiefs         | 1      | 13      | 6    | 0     | 49     |
| 8    | Manie Libbok     | Stormers              | 1      | 8       | 7    | 0     | 42     |
| 9    | Johan Goosen     | Bulls                 | 0      | 16      | 3    | 0     | 41     |
| 9    | Nolann Le Garrec | Racing 92             | 4      | 6       | 3    | 0     | 41     |

### Meilleurs marqueurs
| Rang | Joueur               | Club                  | Essais |
| ---- | -------------------- | --------------------- | ------ |
| 1    | Louis Bielle-Biarrey | Union Bordeaux Bègles | 6      |
| 1    | James Lowe           | Leinster              | 6      |
| 1    | Matthis Lebel        | Stade toulousain      | 6      |
| 4    | Romain Buros         | Union Bordeaux Bègles | 5      |
| 4    | Jamison Gibson-Park  | Leinster              | 5      |
| 4    | André Esterhuizen    | Harlequins            | 5      |
| 4    | Antoine Dupont       | Stade toulousain      | 5      |
| 4    | Peato Mauvaka        | Stade toulousain      | 5      |
| 4    | Thaakir Abrahams     | Lyon OU               | 5      |
| 10   | Onze joueurs         | Onze joueurs          | 4      |

### Meilleur joueur de la compétition
| Joueur         | Club             | Poste         | Parcours dans la compétition |
| -------------- | ---------------- | ------------- | ---------------------------- |
| Antoine Dupont | Stade toulousain | Demi de mêlée | Vainqueur                    |